# (185576) Covichi
(185576) Covichi est un astéroïde de la ceinture principale.

## Description
(185576) Covichi est un astéroïde de la ceinture principale. Il fut découvert le 26 janvier 2008 à La Cañada par Juan Lacruz. Il présente une orbite caractérisée par un demi-grand axe de 2,45 UA, une excentricité de 0,14 et une inclinaison de 2,3° par rapport à l'écliptique.

## Compléments